# Kasandria
Kasandria (gr. Κασσάνδρεια) – miejscowość w północnej Grecji, w Macedonii Środkowej, na półwyspie Kasandra, siedziba administracyjna gminy Kasandra. W 2011 roku liczyła 2775 mieszkańców.